# دوري موريشيوس 2010
دوري موريشيوس 2010 هو الموسم 67 من دوري موريشيوس. كان عدد الأندية المشاركة فيه 13، وفاز فيه نادي بومبليموس.